# Claus Holm
Claus Holm, de son vrai nom Helmut Gerhard Ozygus, né le 4 août 1918 à Bochum et mort le 21 septembre 1996 à Berlin, est un acteur allemand.

## Biographie
Claus Holm travaille d'abord comme mineur puis devient champion de boxe en 1937. Il arrive à Berlin au milieu des années 1940 pour être comédien. Après la guerre, il construit et participe à l'ouverture du théâtre de Salzwedel puis tourne avec la DEFA. En 1947, Mariage dans l'ombre est son premier film important. Il joue également au Theater am Schiffbauerdamm qui succède au Berliner Ensemble.
En 1953, Claus Holm fuit la RDA. Il joue au Schillertheater et au Schlosspark Theater sous la direction de Boleslaw Barlog et apparaît dans des films de terroir. Il interprète le commissaire Axel Kersten dans La Nuit quand le diable venait, nommé aux Oscars, puis passe devant la caméra de Fritz Lang dans Le Tigre du Bengale.
Il se fait connaître grâce au rôle de Hasso Sigbjörnson dans la série télévisée Commando spatial - La Fantastique Aventure du vaisseau Orion. Dès le milieu des années 1960, Holm alterne les rôles au théâtre et quelques-uns pour l'écran, notamment Berlin Alexanderplatz. En France, il est connu pour être l'acteur qui donna la réplique à Louis de Funès, dans le film Le Grand Restaurant, en tant que Herr Müller.

## Filmographie
- 1943 : Floh im Ohr
- 1943 : Das Bad auf der Tenne (de)
- 1947 : Razzia (de)
- 1947 : Mariage dans l'ombre
- 1948 : Grube Morgenrot (de)
- 1949 : Quartett zu fünft
- 1950 : Les Joyeuses Commères de Windsor (de)
- 1951 : La Hache de Wandsbek (de)
- 1951 : Zugverkehr unregelmäßig (de)
- 1952 : Sein großer Sieg
- 1954 : Rittmeister Wronski
- 1954 : Heideschulmeister Uwe Karsten (de)
- 1955 : Der Pfarrer vom Kirchfeld
- 1955 : Wenn die Alpenrosen blüh’n (de)
- 1955 : Zwei blaue Augen
- 1956 : Waldwinter
- 1956 : Der Glockengießer von Tirol (de)
- 1956 : Der Adler vom Velsatal (de)
- 1956 : Frucht ohne Liebe
- 1957 : Violence sous les tropiques
- 1957 : Für zwei Groschen Zärtlichkeit
- 1957 : Die Lindenwirtin vom Donaustrand
- 1957 : La Nuit quand le diable venait
- 1958 : Rivalen der Manege
- 1958 : La Jeune fille de Moorhof
- 1959 : Le Tigre du Bengale
- 1959 : Le Tombeau hindou
- 1959 : Filles de nuit
- 1960 : Im Namen einer Mutter
- 1961 : Unter Ausschluß der Öffentlichkeit
- 1962 : Eheinstitut Aurora
- 1963 : Der Fluch der gelben Schlange (de)
- 1964 : Der Fall Jakubowski – Rekonstruktion eines Justizirrtums (TV)
- 1966 : Der Fall der Generale (TV)
- 1966 : Le Grand Restaurant (jouant le docteur Müller)
- 1966 : Paris brûle-t-il ?
- 1966 : Commando spatial - La Fantastique Aventure du vaisseau Orion (Série TV)
- 1967 : Le Moine au fouet (Der Mönch mit der Peitsche)
- 1968 : Sünde mit Rabatt (de)
- 1968 : Dynamite en soie verte
- 1968 : Der Gorilla von Soho (de)
- 1968 : Der Senator (TV)
- 1972 : Mit dem Strom (TV)
- 1978 : Spiel der Verlierer
- 1979 : Le Mariage de Maria Braun
- 1979 : La Troisième génération
- 1980 : Berlin Alexanderplatz (Série TV)